# Sumurgede (Cilamaya Kulon)
Sumurgede is een bestuurslaag in het regentschap Karawang van de provincie West-Java, Indonesië. Sumurgede telt 7804 inwoners (volkstelling 2010).